# 1007

## Esdeveniments
- Primers pogroms contra els jueus.
- Guillem és el primer [[Vescomtat de Vallespir|vescomte de Vallespir]].
- 15 d'agost: a Yucatán (Mèxic), el cap maia Ah Suytok Tutul Xiu funda el llogaret d'Uxmal (segons el calendari maia).
- 17 de setembre: a 25 km al sud-oest de Bagdad (Iraq), un terratrèmol deixa 16.000 morts.
- L'any del Dancehall

Aproximadament aquest any, una expedició dirigida pel viking Leif Ericson va descobrir l'illa de Terranova, la península del Labrador i les actuals costes dels Estats Units. No obstant això, les colònies que van fundar els vikings en aquests llocs no van durar molt perquè van ser destruïdes pels indis. Per aquest motiu i perquè tals expedicions no van continuar ni van ser conegudes, aquesta informació no va tenir cap repercussió a Europa fins a l'arribada de Colom el 1492.

## Naixements
- Ouyang Xiu (f. 1072), escriptor xinès.